# Socionomexamen
Socionomexamen kan av högskola eller universitet i Sverige, och efter befullmäktigande av Högskoleverket, utfärdas efter utbildning som omfattar 210 högskolepoäng (ECTS credits) eller, före 1 juli 2007, 140 poäng. Socionomexamen är ett av villkoren för socionomauktorisation.

## Historik
Socionomexamen var ursprungligen en examen från socialt/socialpolitiskt institut ("sopis"). Dessa omvandlades 1964 till socialhögskolor och i och med högskolereformen 1977 integrerades de i den "nya" högskolan. 
Vid sidan av den sociala linjen (det nuvarande socionomprogrammet) fanns tidigare så kallad socialkommunal linje eller förvaltningslinjen. Även denna berättigade till socionomexamen, men för tydlighetens skull brukar man kalla dem som avlagt sådan examen förvaltningssocionomer. Denna utbildning är numera avskaffad, men har fått en efterföljare i Förvaltningshögskolan i Göteborg (en del av Göteborgs universitet). För att bli socionom på förvaltningslinjen krävdes fem socionombetyg, varav minst en tvåbetygskurs i statskunskap, förvaltningsrätt/kommunalrätt, kommunal ekonomi eller samhällsplanering. På dispens kunde man också bli förvaltningssocionom med personaladministrativ profil. Kända förvaltningssocionomer är Berit Andnor, Lars Leijonborg, Ingemar Mundebo och Nils G Åsling.
Efter högskolereformen 1977 fick förvaltningslinjen fyra profiler: 1) offentlig administration (med statskunskap eller förvaltningsrätt/kommunalrätt som huvudämne) 2) samhällsplanering 3) kommunal ekonomi samt 4) personaladministration. Det behövdes inte längre dispens för personaladministrativ profil. Tidigare hade man kunnat läsa personaladministration på dispens även inom sociala linjen. Denna möjlighet togs nu bort, även om övergångar till förvaltningslinjen förekom i praktiken. Den nyinrättade beteendevetenskapliga linjen hade också en profil mot personaladministration. Senare skapades en ny personaladministrativ linje.
Ämnena kommunal ekonomi med redovisning och samhällsplanering var tidigare ett gemensamt ämne med namnet kommunal ekonomi och planering. Vid Örebro universitet löd därför ämnet kommunal ekonomi även senare under den kulturgeografiska institutionen.
Inom universiteten lästes det första betyget under en hel termin och omfattade 20 högskolepoäng (p). Inom socionomutbildningen fick man först läsa ettbetygskurser sedan man läst hela grundkursen om 40 p och helst också gjort den första av två praktikterminer. I gengäld omfattade betygen enbart en halv termins studier. 1977 definierades ettbetygskurserna därför som 10 p på nivån 11-20 p. Tvåbetygskurserna räknades däremot som 20 p (21-40 p), men i motsats till universiteten var där uppsatserna längre – 8 eller 10 p, ibland mer. Även trebetygskurser fanns, men låg då utanför examen.
På socionomutbildningarna gjordes normalt två praktikterminer. Det fanns i vissa fall möjlighet att få dispens från den ena om man hade minst 15 månaders relevant förpraktik. Praktikterminerna skulle enligt bestämmelserna vara oavlönade. Innan högskolereformen 1977 krävdes också viss sommarpraktik, som fick vara avlönad. Denna avskaffades i samband med reformen.
För att ta ut socionomexamen krävdes normalt fem betyg, varav två betyg i huvudämnet. Innan högskolereformen 1977 fanns vid sidan om sociala linjen och förvaltningslinjen också en rent teoretisk linje med åtta betyg. Denna avskaffades i samband med reformen.
En tid efter högskolereformen 1977 inrättades på sociala linjen ett blockämne (socialt arbete) som ersatte en del av de tidigare betygsstudierna.